# ديفيد ستيل (لاعب كريكت)
ديفيد ستيل (29 سبتمبر 1941 في المملكة المتحدة - ) (بالإنجليزية: David Steele)‏ هو لاعب كريكت بريطاني. شارك مع منتخب إنجلترا للكريكت. أما مع النوادي، فقد لعب مع نادي مقاطعة ديربيشاير للكريكت ‏ ونادي مقاطعة نورثامبتونشير للكريكت ‏.

## وصلات خارجية
- ديفيد ستيل على موقع إي آس بي آن كريك إنفو (الإنجليزية)